# Kyzyl
Kyzyl (en touvain et en russe : Кызыл, « rouge », « cramoisi » en touvain) est une ville de Russie et la capitale de la république de Touva. Sa population s'élevait à 113 333 habitants en 2013.

## Géographie
Kyzyl est située dans le sud de la Sibérie, au point de confluence du Grand Ienisseï (Большой Енисей, Bolchoï Ienisseï) et du Petit Ienisseï (Малый Енисей, Maly Ienisseï), dont les eaux réunies forment le fleuve Ienisseï.
Elle se trouve à 490 km au sud de Krasnoïarsk, à 680 km à l'ouest d'Irkoutsk, à 845 km au sud-est de Novossibirsk et à 3 660 km à l'est de Moscou.
C'est aussi le centre géographique de l'Asie.

## Histoire
Son apparition est due à l'arrivée des Russes dans ces régions autrefois peuplées uniquement de peuples d'ethnie mongole et à la notion de sédentarité qu'ils apportèrent avec eux.
Fondée en 1914, la ville s'est d'abord appelée Belotsarsk, puis en 1918 Khem-Beldyr. En 1926, elle a pris son nom actuel, Kyzyl. Entre 1921 et 1944, elle est la capitale du Tannou-Touva. On y parle le touvain. Foyer culturel, la ville abrite notamment un institut de recherche en littérature, fondé en 1953, et un complexe bouddhiste.

## Population
Recensements (*) ou estimations de la population
| 1939*  | 1959*  | 1970*  | 1979*  | 1989*  |
| ------ | ------ | ------ | ------ | ------ |
| 10 000 | 34 462 | 51 683 | 66 027 | 84 641 |

| 2002*   | 2010*   | 2012    | 2013    | - |
| ------- | ------- | ------- | ------- | - |
| 104 105 | 109 918 | 111 995 | 113 333 | - |

## Économie
Kyzyl abrite une petite partie des industries du pays (des briqueteries, des scieries, des fabriques de meubles, et des usines de transformation alimentaire).

## Pollution
La pollution atmosphérique est particulièrement importante à Kyzyl. Ainsi, la concentration de benzopyrène, un hydrocarbure fortement cancérigène produit par l’industrie et les gaz d’échappement, dépasse 116 fois les niveaux autorisés.

## Transport

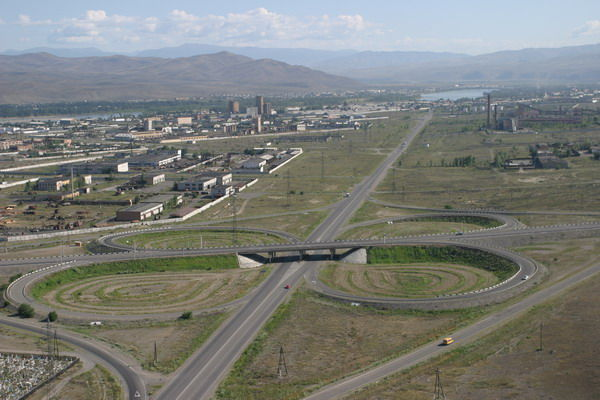
Vue de l'échangeur autoroutier entre la R257 et l'A162.

Kyzyl est le nœud de communication le plus important de la république de Touva. Elle est reliée, par l'autoroute A162 qui traverse toute la république, à la ville d'Ak-Dovourak. Elle est reliée par l'autoroute R257« Iénisseï » à Abakan au nord, ainsi qu'au sud à la Mongolie.
Kyzyl possède un aéroport (code IATA : KYZ) avec des vols réguliers pour Krasnoïarsk et Novossibirsk.
Le Grand Ienisseï est parcouru par la ligne régulière du vapeur Zaria-267, Kyzyl-Sevi-Süstügkhem-Yrban-Iy-Toorakhem.

## Politique et administration

### Résultats électoraux
| Scrutin             | 1er tour | 1er tour | 1er tour | 1er tour | 1er tour | 1er tour | 1er tour | 1er tour | 1er tour | 1er tour | 1er tour | 1er tour | 2d tour                  | 2d tour                  | 2d tour                  | 2d tour                  | 2d tour                  | 2d tour                  | 2d tour                  | 2d tour                  |
| Scrutin             | 1er      | 1er      | %        | 2e       | 2e       | %        | 3e       | 3e       | %        | 4e       | 4e       | %        | 1er                      | %                        | 2e                       | %                        | 3e                       | %                        | 4e                       | %                        |
| ------------------- | -------- | -------- | -------- | -------- | -------- | -------- | -------- | -------- | -------- | -------- | -------- | -------- | ------------------------ | ------------------------ | ------------------------ | ------------------------ | ------------------------ | ------------------------ | ------------------------ | ------------------------ |
| Présidentielle 2012 |          | ER       | 84,71    |          | KPRF     | 6,78     |          | SE       | 3,09     |          | LDPR     | 2,93     | Victoire au premier tour | Victoire au premier tour | Victoire au premier tour | Victoire au premier tour | Victoire au premier tour | Victoire au premier tour | Victoire au premier tour | Victoire au premier tour |
| Législatives 2016   |          | ER       | 70.72    |          | SRZP     | 8,87     |          | KPRF     | 5.99     |          | LDPR     | 5.56     | Tour unique              | Tour unique              | Tour unique              | Tour unique              | Tour unique              | Tour unique              | Tour unique              | Tour unique              |
| Présidentielle 2018 |          | ER       | 87,70    |          | KPRF     | 5,67     |          | LDPR     | 2,68     |          | GRANI    | 1,76     | Victoire au premier tour | Victoire au premier tour | Victoire au premier tour | Victoire au premier tour | Victoire au premier tour | Victoire au premier tour | Victoire au premier tour | Victoire au premier tour |
| Législatives 2021   |          | ER       | 75,46    |          | KPRF     | 7,81     |          | SRZP     | 5,64     |          | LDPR     | 3,58     | Tour unique              | Tour unique              | Tour unique              | Tour unique              | Tour unique              | Tour unique              | Tour unique              | Tour unique              |

## Galerie

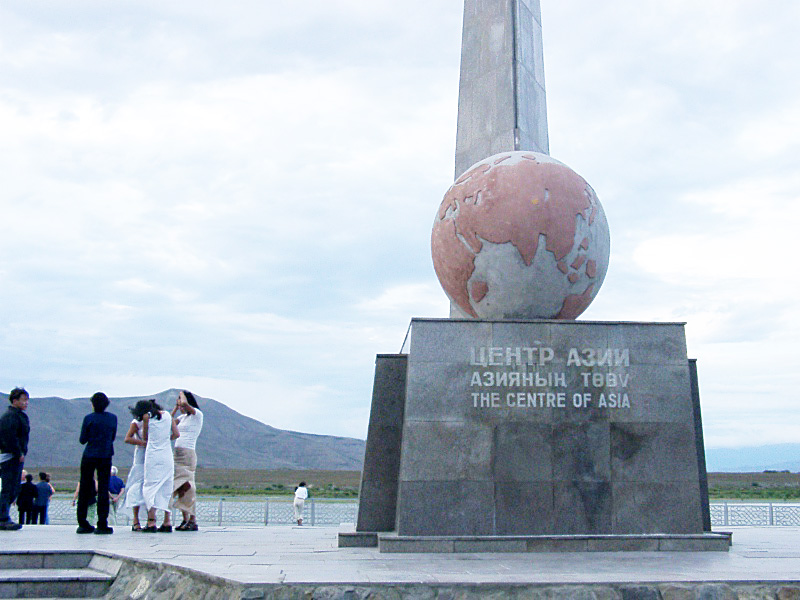
Kyzyl, centre de l'Asie
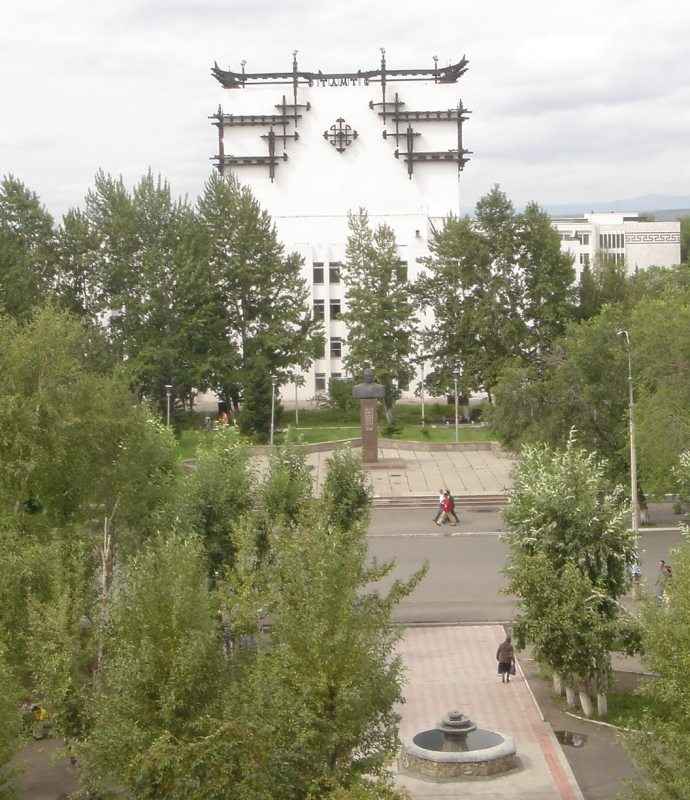
Théâtre de Kyzyl
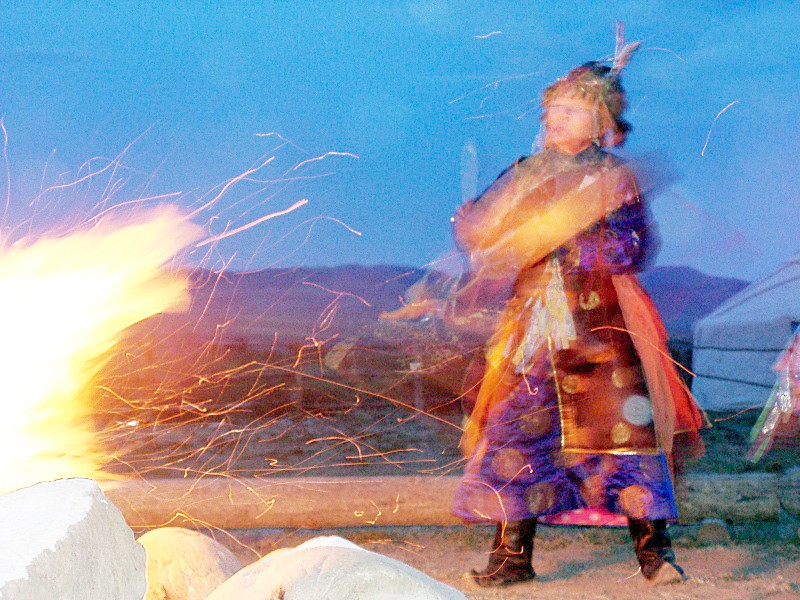
Danse chamane

## Religion
La ville de Kyzyl est devenue en 2011 le siège d'un diocèse orthodoxe, l'éparchie de Kyzyl, issue d'un territoire cédé par l'éparchie d'Abakan.
La ville possède deux églises orthodoxes, la cathédrale de la Nativité et l'église de la Trinité, et deux temples bouddhistes. Elle accueille aussi un centre de chamanisme.

## Sport

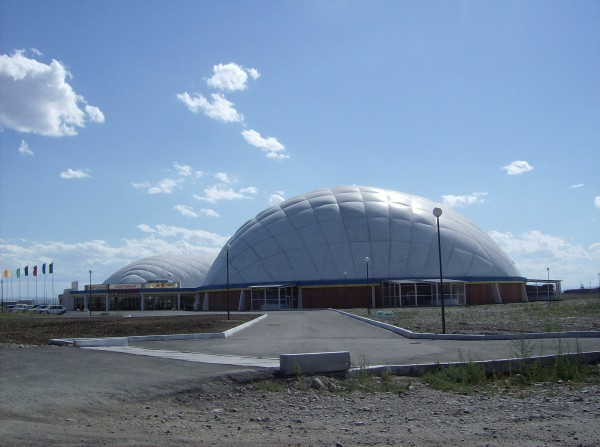
Complexe sportif Soubedeï

La ville possède un grand complexe sportif, nommé Soubedeï, construit au début des années 2000 et inauguré par Sergueï Choïgou. Son architecture rappelle une yourte par sa forme. Il se trouve sur la route menant à l'aéroport.
Il existe un autre complexe sportif en centre-ville du nom de centre Ivan Yaryguine, ainsi que deux stades.

## Personnalités
- Roman Sentchine (1971-), écrivain russe, est né à Kyzyl.